# Joachim von Bredow (Landrat)
Joachim Albert Michael Wolf von Bredow (* 29. September 1872 in Pessin; † 28. Februar 1926 in Friesack) war ein deutscher Verwaltungsbeamter, Parlamentarier und Rittergutsbesitzer.

## Leben
Joachim von Bredow war der Sohn von Wolf Dietrich Otto von Bredow und Pauline Ernestine Elisabeth von Knoblauch.  Er studierte Rechtswissenschaften an der Georg-August-Universität Göttingen. 1891 wurde er Mitglied des Corps Saxonia Göttingen. Nach dem Studium und dem Referendariat bestand er 1900 das Regierungsassessor-Examen und war in den folgenden Jahren Regierungsassessor in Kyritz, Potsdam, Berlin und Sorau. 1906 wurde er zum Landrat des Landkreises Sorau ernannt. 1917 wechselte er als Landrat in den Landkreis Niederbarnim.
Von Bredow schied 1920 aus dem Staatsdienst aus und war bis 1921 Geschäftsführer des Verbandes der Preußischen Landkreise, dessen stellvertretender Vorsitzender er anschließend wurde. Er war Hauptritterschaftsdirektor in Brandenburg, des bereits 1777 gegründeten Kur- und Neumärkisches Ritterschaftliches Kreditinstituts, und Bevollmächtigter zum Reichsrat der Provinz Brandenburg. Ihm gehörte das Rittergut Pessin I mit einer Größe von 690 Hektar, respektive im Jahr 1923 genau 789 Hektar. Er war der letzte Bredow mit Besitz in Pessin.